# Плопу (Караш-Северин)
Плопу (рум. Plopu) насеље је у Румунији у округу Караш-Северин у општини Армениш. Oпштина се налази на надморској висини од 565 m.

## Становништво
Према подацима из 2002. године у насељу је живело 5 становника, од којих су сви румунске националности.